# نجلاء سعيد
نجلاء سعيد هي كاتبة وممثلة، ومؤلفة مسرحية وأكاديمية أمريكية من أصل فلسطيني، ولدت في 4 نيسان عام 1974. تتناول أعمالها موضوعات متعلقة بعدم المساواة الاجتماعية والاقتصادية، مع التركيز بشكل خاص على التحديات التي تواجه المهاجرين والأميركيين من الجيل الثاني.

## النشأة والتعليم
نشأت نجلاء في الجانب الغربي العلوي من مانهاتن، نيويورك. والدها هو المفكر الفلسطيني إدراورد سعيد، ووالدتها الكاتبة والناشطة اللبانية مريم سعيد. تخرجت نجلاء من المدرسة عام 1992، ثم التحقت بجامعة برينستون، تدربت على التمثيل في مختبر شكسبير للمسرح العام.
في عام 2013، ناقشت نجلاء سعيد سياسات الهوية العربية مع مجلة صالون ونهجها للموضوع في كتابها البحث عن فلسطين .

## مهنة التمثيل
في عام 2010 ظهرت نجلاء في مسرحية فلسطينية من بطولة امرأة واحدة خارج برودواي . ظهرت في أفلام عديدة مثل My Love Affair with Marriage ، بالإضافة إلى العديد من البرامج التلفزيونية الأمريكية بما في ذلك New Girl و NCIS: New Orleans و New Amsterdam .